# Tachypnoe
Tachypnoe, tachypnoë (z łac.) – medyczny termin odnoszący się do przyspieszenia częstości oddechów.
W warunkach prawidłowych liczba oddechów u osoby dorosłej wynosi 12–15lub 12–16 na minutę (tachypnoe powyżej 30), natomiast u noworodka około 40 (dopiero powyżej 60 oddechów na minutę pozwala na rozpoznanie tachypnoe).
Przyspieszenie oddechu spowodowane wysiłkiem fizycznym lub emocjami jest objawem fizjologicznym. Jako objaw chorobowy może towarzyszyć gorączce lub duszności, między innymi w zapaleniu płuc.
W niektórych sytuacjach chorobowych, oprócz przyspieszenia szybkości oddychania, może dochodzić także do zmian rytmu oddychania doprowadzających do powstania patologicznego toru oddechowego jak: oddech Biota, oddech Kussmaula, oddech Cheyne’a-Stokesa.